# Louis de Caix d’Hervelois

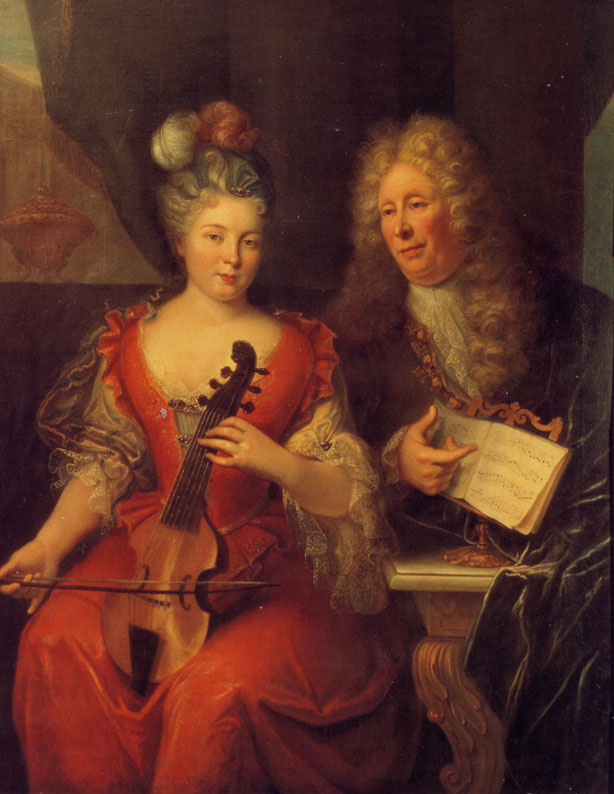
Louis de Caix d’Hervelois und seine Tochter Marie-Anne de Caix.

Louis de Caix d’Hervelois (* 1680 in Amiens; † 18. Oktober 1759 in Paris) war ein französischer Gambist und Komponist.
Er war höchstwahrscheinlich ein Schüler von Marin Marais. Zwischen 1710 und 1751 schrieb er mehrere Sammlungen für Gambe und zwei Sammlungen für Traversflöte, die größtenteils Transkriptionen seiner Gambenstücke sind (unter anderem la marche du Czar).

## Werke
- 1710: Premier livre de pièces de viole avec la basse
- 1719: Second livre de pièces de viole avec la basse
- 1726: Pièces pour la flûte traversière avec la basse
- 1731: Quatre suites de pièces pour la viole avec la basse chiffrée en partitions
- 1731: Deuxième recueil de pièces pour la flûte avec la basse
- 1736: IV Suites pour la flûte avec la basse qui conviennent aussi au pardessus de viole
- 1740: 4e Livre de pièces à deux violes contenant deux suites et trois sonates
- 1748: 5e Livre de pièces à deux violes contenant trois suites et deux sonates
- 1751: VIe Livre de pièces pour un pardessus de viole à 5 cordes et 6 cordes avec la basse, contenant 3 suites qui peuvent se jouer sur la flûte.